# Reform och ordning
Reform och ordning (Реформи і порядок) var ett liberalt parti i Ukraina det blev en del av Fäderneslandsförbundet i juni 2013.
I parlamentsvalet den 26 mars 2006 ingick partiet i valalliansen Medborgarblocket PORA-PRP, året därpå bytte man valallians till Julia Tymosjenkos block.